# Берли, Питер
Альберт Питер Берли (англ. Albert Peter Burleigh; род. 7 марта 1942, Лос-Анджелес, Калифорния) — американский дипломат и государственный деятель, посол США в Шри-Ланке и на Мальдивах (1996—1997).

## Биография
Родился 7 марта 1942 года в Лос-Анджелесе, штат Калифорния, США. Окончил среднюю школу в Голливуде, а в 1963 году получил степень бакалавра гуманитарных наук в Колгейтском университете.

## Карьера
С 1963 по 1965 год работал волонтёром Корпуса мира в Непале, освоив за это время непальский язык . Помимо этого, он говорит на бенгальском, хинди и сингальском языках.
С января 1996 по август 1997 года он занимал пост посла США в Шри-Ланке и по совместительству на Мальдивах. В 1998–1999 годах он исполнял обязанности постоянного представителя США при ООН. В 1999 году президент Клинтон выдвинул кандидатуру Берли на пост посла на Филиппинах и в Палау, но Сенат США так и не рассмотрел это предложение, которое в дальнейшем было отозвано. В 2009 и 2011 годах он был назначен исполняющим обязанности посла США в Индии в ожидании назначения на этот пост сначала Тима Ремера, а затем Нэнси Джо Пауэлл.
После завершения активной дипломатической карьеры Берли стал приглашённым профессором международных отношений в Университете Майами.